# Galaxia elíptica M49
La Galaxia elíptica M49 (también conocida como Objeto Messier 49, Messier 49, M49 o NGC 4472) es una galaxia elíptica de la constelación de Virgo. Fue descubierta por Charles Messier en el año 1771. 
Su magnitud conjunta en banda B (filtro azul) es igual a la 9.3, y en el visible de 8,4; se la clasifica en el tipo E. Es la galaxia más brillante del Cúmulo de Virgo, sólo un par de décimas de magnitud más que la M87, aunque no se halla en el subgrupo principal centrado alrededor de la anterior (Virgo A) sino alrededor de 4 grados y medio al SE de ella, en otro subgrupo (Virgo B) -aunque haya ciertas dudas sobre su pertenencia a ése- en proceso de acercamiento para eventualmente fusionarse con el principal; el mencionado acercamiento provoca una interacción entre el gas caliente que llena el medio intergaláctico del Cúmulo de Virgo y el medio interestelar de M49, que resulta en una onda de choque delante de ella visible en la longitud de onda de los rayos X y en la presencia de una cola de más de 60 kiloparsecs de largo tras M49 que contiene gas arrancado de esta galaxia por el rozamiento con el gas intergaláctico.
Esos mismos estudios muestran diversos filamentos de gas caliente que sugiere que M49 sufrió una erupción relativamente modesta en su núcleo hace alrededor de 100 millones de años.
Al igual que otras galaxia elípticas gigantes cómo M60 o M87, M49 parece poseer en su centro un agujero negro supermasivo, con una masa estimada en 2600 millones de masas solares. Además, al menos uno de sus numerosos cúmulos globulares (alrededor de 6300) contiene un agujero negro.
M49 se halla interaccionando con una galaxia irregular enana, la UGC 7636 (la mancha difusa visible en la fotografía de la derecha y situada abajo a la izquierda de ella), a la cual ya le ha arrancado parte de su gas y que se espera acabe por ser destruida y absorbida por la M49. De hecho, la presencia de conchas de estrellas a su alrededor sugieren que ya ha absorbido a al menos una galaxia menor con anterioridad.
Una posible supernova, 1969Q, con una magnitud de 13,0, fue observada en esta galaxia en junio de 1969.